# Falcicula hebardi
Falcicula hebardi är en insektsart som beskrevs av Rehn, J.A.G. 1903. Falcicula hebardi ingår i släktet Falcicula och familjen syrsor. Inga underarter finns listade i Catalogue of Life.